# Cézallier
Il Cézallier (in occitano Cesalèir oppure çasalèir) sono un massiccio montuoso di origine vulcanica della Francia, parte del Massiccio Centrale. Situato tra i massicci dei Monts Dore e dei Monts du Cantal, è diviso tra i dipartimenti del Cantal e del Puy-de-Dôme e culmina con i 1.551 metri del Signal du Luguet.